# Alcyonium bocagei
Alcyonium bocagei is een zachte koraalsoort uit de familie Alcyoniidae. De koraalsoort komt uit het geslacht Alcyonium. Alcyonium bocagei werd in 1870 voor het eerst wetenschappelijk beschreven door Saville Kent. 